# فيفا: الطريق إلى كأس العالم 98

صورة من لعبة فيفا 98 على جهاز ميجا درايف

فيفا: الطريق إلى كأس العالم 98 (بالإنجليزية: FIFA: Road to World Cup 98) (المعروفة بفيفا 98 أيضاً (بالإنجليزية: FIFA 98))، هي الجزء الخامس من سلسلة ألعاب فيفا لكرة القدم، طُوِّرَت من قِبّل شركة إي آيه كندا، ونشرت عبر شركة إلكترونيك آرتس، هي الثانية (بعد فيفا 97) التي تستخدم محرك ثلاثي الأبعاد على أجهزة الكمبيوتر 32-بت، ظهر عدد من اللاعبين على غلاف النسخة كلٍ حسب منطقة التوزيع، فظهر ديفيد بيكام في النسخة الإنجليزية، وروي لاستير في النسخة الموجهة لأمريكا والمكسيك، ودافيد جينولا في النسخة الموجهة لفرنسا، وراؤول جونزاليس في النسخة الموجهة لإسبانيا وأخيراً أندرياس مولر في النسخة الموجهة لألمانيا.

## القسمات المميزة للنسخة
تضمنت اللعبة وللمرة الأولى عدد من المقطوعات الغنائية والموسيقية الرسمية، مع محرك رسوميات مُحَسَّنٌ، وإمكانية التعديل على الفرق واللاعبين مع ظهور قسمات مميزة للاعبين والتي تظهر كتعبيرات مختلفة، مع تحسين الذكاء الاصطناعي، وقد تم تهيئة النظام المتبع في تصفيات كأس العالم وتحقيقه في اللعبة، حيث أضيف 173 منتخب رسمي معتمد من قبل الفيفا من القارات الست، وهو العدد الذي لم يتكرر في أي نسخة أخرى من سلسلة ألعاب فيفا حتى صدرت نسخة كأس العالم جنوب أفريقيا 2010 بإجمالي عدد 199 منتخب معتمد من الفيفا.
كما تم إعداد نظام الإستدعاء بالنسبة للاعبين الدوليين، حيث يستطيع المستخدم استدعاء أي لاعب محلي وضمه لقائمة المنتخب، ظهر في اللعبة 11 بطولة مختلفة للدوريات المحلية، تحوي 189 نادي، وقدمت اللعبة خاصية لعب مباريات كرة الصالات بخمسة لاعبين، بقاعة داخلية ذات أرضية خشبية، وتعد اللعبة هي الأولى في السلسلة التي تحوي نظام تعديل الخطط ومراكز اللاعبين أثناء المباراة.
كما تم تفعيل التسلل، ففي النسخ السابقة لهذه السلسلة كان اللاعب إذا وقع في مصيدة التسلل يتسمر مكانه ولا يمكن التحكم فيه، فتم تعديل هذه الخاصية وأصبح الحصول على ضربة حرة للفريق المنافس هو جزاء الوقوع في مصيدة التسلل.
شملت النسخة كذلك ميّزة التحكم في احتفالات الجماهير وقت تسجيل الأهداف.

### بطولات الدوري
- الدوري الألماني
- الدوري الإنجليزي الممتاز
- الدوري البرازيلي (عدا فرق قليلة)
- الدوري الاسكتلندي
- الدوري الأسباني
- الدوري الفرنسي
- الدوري الإيطالي
- الدوري الماليزي
- الدوري الهولندي الممتاز
- الدوري السويدي
- الدوري الأمريكي

### الاستادات المتاحة
- ملعب روز بويل
- ملعب أزتيكا
- ملعب هاسيلي كروفورد
- ملعب ماراكانا
- كامب نو
- بارك دي برنس
- ملعب ويمبلي
- أمستردام أرينا
- راسوندا
- ملعب ميونخ الأولمبي
- سان سيرو
- ملعب أحمدو أهيدجو الرياضي
- ملعب إليس بارك
- الملعب الأولمبي الوطني
- ملعب سول الأوليمبي
- ملعب ملبورن للكريكيت
- ملعب خاص لكرة الصالات

## الموسيقى والأغاني المصاحبة
- بلار - "Song 2"
- ذي كريستال ميثود - "Keep Hope Alive"
- ذي كريستال ميثود - "More"
- ذي كريستال ميثود - "Now Is the Time (Cloud 9 Remix)"
- ذي كريستال ميثود - "Busy Child"
- إلكتريك سكايتشرش - "Hugga Bear"

## منتخبات عربية
تم تطوير اللعبة من قبل إي آيه كندا لنظام سيجا ميجا درايف ، وتهدف اللعبة بأن ينتظر القارات الست للتأهل لكأس العالم وكان من بينها المنتخبات العربية التي ستشارك في التصفيات منقسمة إلى قارتين:

### القارة الآسيوية (افك)
- البحرين
- العراق
- الأردن
- الكويت
- لبنان
- عُمان
- قطر
- السعودية
- سوريا
- الإمارات العربية المتحدة
- اليمن

### القارة الأفريقية (الكاف)
- الجزائر
- مصر
- موريتانيا
- المغرب
- السودان
- تونس